# Les Essarts-le-Vicomte
Pour les articles homonymes, voir Les Essarts.

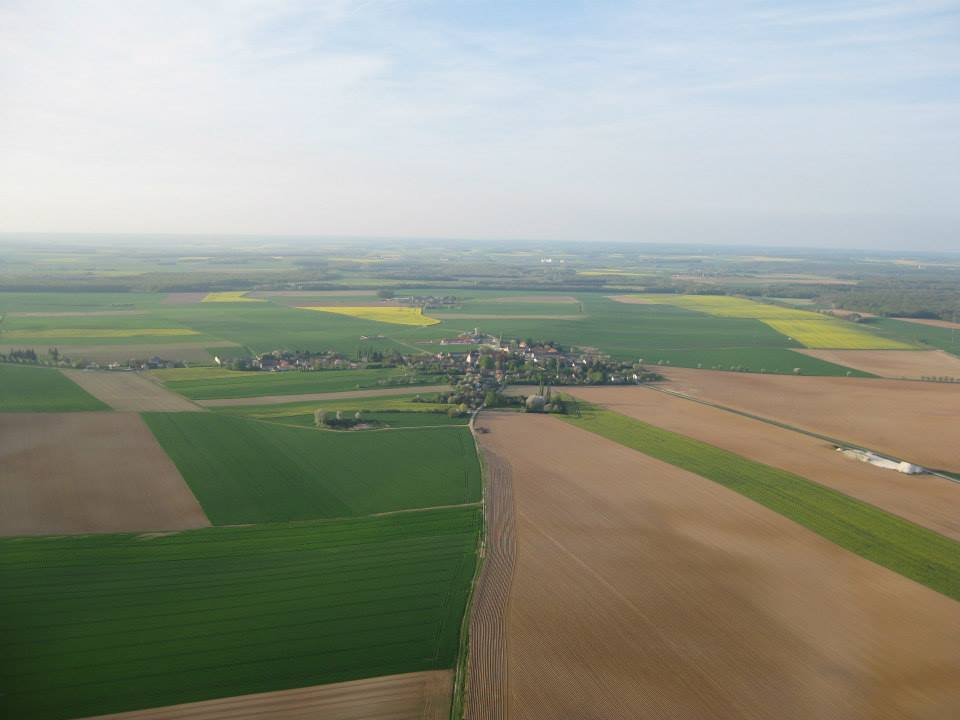
Vue aérienne des Essarts-le-Vicomte.

Les Essarts-le-Vicomte sont une commune française située dans le département de la Marne, en région Grand Est.
Le nom des habitants est Essartois.

## Géographie
|                     | Escardes           | Châtillon-sur-Morin |
| Bouchy-Saint-Genest | Essarts-le-Vicomte | La Forestière       |
|                     | Nesle-la-Reposte   |                     |

### Hydrographie

#### Réseau hydrographique
La commune est dans la région hydrographique « la Seine de sa source au confluent de l'Oise (exclu) » au sein du bassin Seine-Normandie. Elle est drainée par le Fossé 01 de Bouchy-le-Repos,.

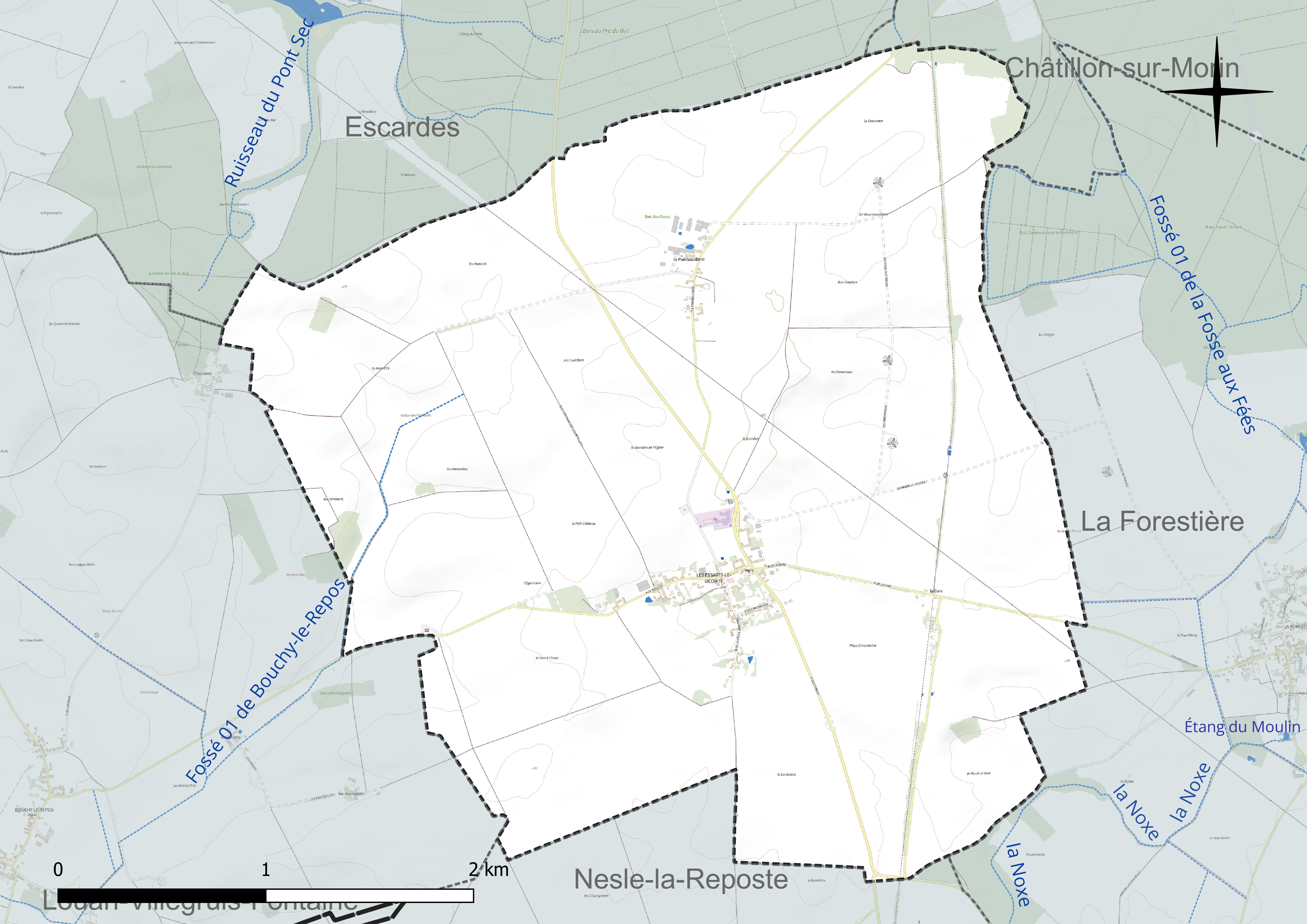
Réseau hydrographique des Essarts-le-Vicomte.

#### Gestion et qualité des eaux
Le territoire communal est couvert par le schéma d'aménagement et de gestion des eaux (SAGE) « Bassée Voulzie ». Ce document de planification concerne le territoire du bassin versant de l'Armançon qui s’étend sur 1 710 km2 et se répartit sur trois départements (l'Aube, l'Yonne et la Marne). Le périmètre a été rrêté le 2 septembre 2016, le diagnostic  a été validé le 29 novembre 20220. La structure porteuse de l'élaboration et de la mise en œuvre est le Syndicat mixte ouvert de l’eau potable, de l’assainissement collectif, de l’assainissement non collectif, des milieux aquatiques et de la démoustication (SDDEA). 
La qualité des cours d’eau peut être consultée sur un site dédié géré par les agences de l’eau et l’Agence française pour la biodiversité. 

### Climat
Pour des articles plus généraux, voir Climat du Grand Est et Climat de la Marne.
En 2010, le climat de la commune est de type climat océanique dégradé des plaines du Centre et du Nord, selon une étude du Centre national de la recherche scientifique s'appuyant sur une série de données couvrant la période 1971-2000. En 2020, Météo-France publie une typologie des climats de la France métropolitaine dans laquelle la commune est exposée à un climat océanique altéré et est dans la région climatique  Nord-est du bassin Parisien, caractérisée par un ensoleillement médiocre, une pluviométrie moyenne régulièrement répartie au cours de l’année et un hiver froid (3 °C). 
Pour la période 1971-2000, la température annuelle moyenne est de 10,2 °C, avec une amplitude thermique annuelle de 15,8 °C. Le cumul annuel moyen de précipitations est de 752 mm, avec 11,5 jours de précipitations en janvier et 8 jours en juillet. Pour la période 1991-2020, la température moyenne annuelle observée sur la station météorologique de Météo-France la plus proche, « Esternay-Man », sur la commune d'Esternay à 8 km à vol d'oiseau, est de 10,9 °C et le cumul annuel moyen de précipitations est de 780,5 mm. 
La température maximale relevée sur cette station est de 42,5 °C, atteinte le 25 juillet 2019 ; la température minimale est de −25 °C, atteinte le 14 février 1956,,. 
Les paramètres climatiques de la commune ont été estimés pour le milieu du siècle (2041-2070) selon différents scénarios d'émission de gaz à effet de serre à partir des nouvelles projections climatiques de référence DRIAS-2020. Ils sont consultables sur un site dédié publié par Météo-France en novembre 2022.

## Urbanisme

### Typologie
Au 1er janvier 2024, Les Essarts-le-Vicomte sont catégorisés commune rurale à habitat dispersé, selon la nouvelle grille communale de densité à sept niveaux définie par l'Insee en 2022.
Elle est située hors unité urbaine et hors attraction des villes,.

### Occupation des sols
L'occupation des sols de la commune, telle qu'elle ressort de la base de données européenne d’occupation biophysique des sols Corine Land Cover (CLC), est marquée par l'importance des territoires agricoles (96,7 % en 2018), une proportion identique à celle de 1990 (96,7 %). La répartition détaillée en 2018 est la suivante :
terres arables (96,7 %), zones urbanisées (2,3 %), forêts (1 %), milieux à végétation arbustive et/ou herbacée (0,1 %). L'évolution de l’occupation des sols de la commune et de ses infrastructures peut être observée sur les différentes représentations cartographiques du territoire : la carte de Cassini (XVIIIe siècle), la carte d'état-major (1820-1866) et les cartes ou photos aériennes de l'IGN pour la période actuelle (1950 à aujourd'hui).

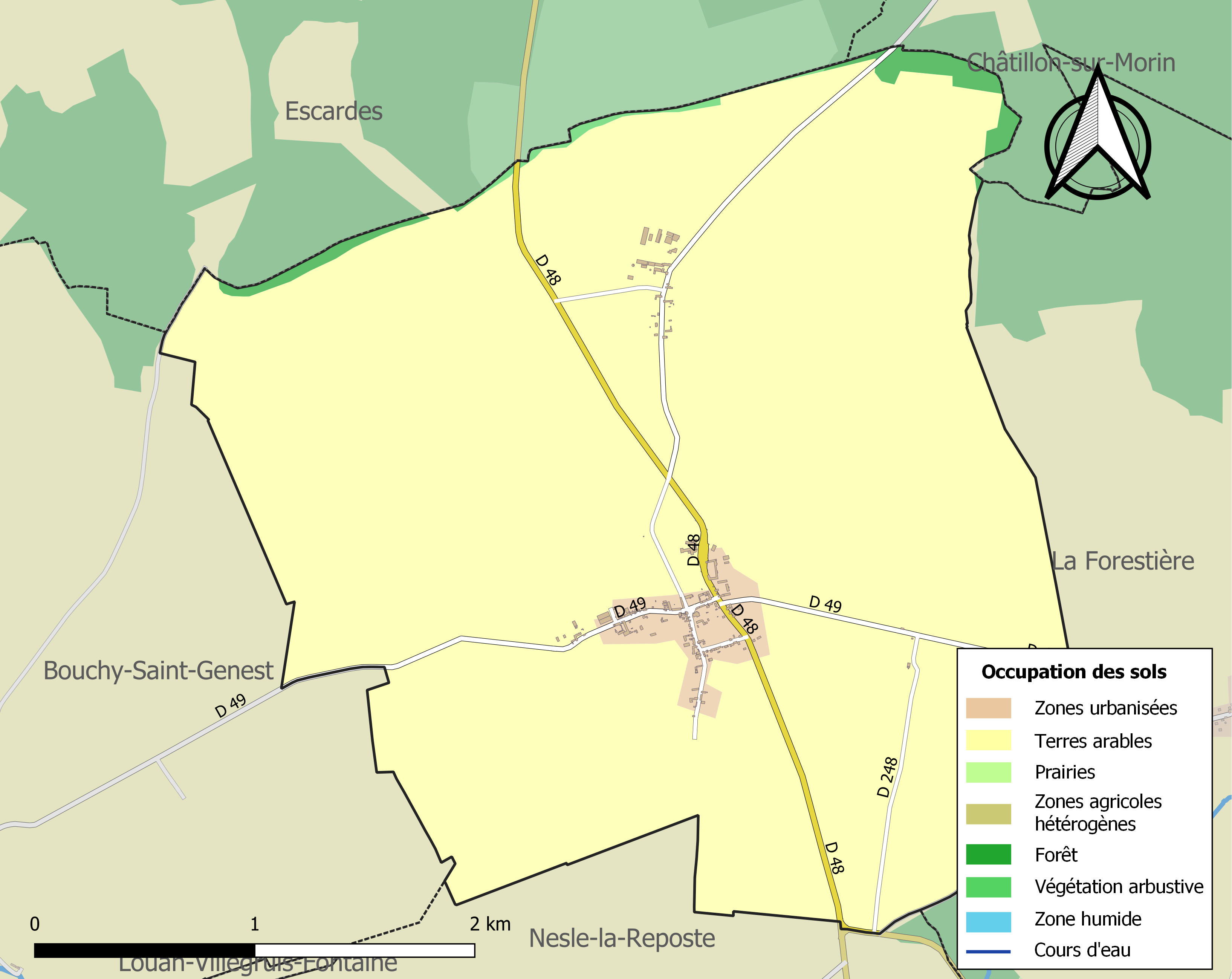
Carte des infrastructures et de l'occupation des sols de la commune en 2018 (CLC).

## Toponymie
Le nom de la localité est attesté sous les formes Essarta (1171) ; L'Essart (vers 1222) ; Les Essarts, les Essarts-le-Visconte (1370) ; Essarta Vicecomitis (1407) ; Les Essartz-le-Viconte (1553) ; Essarti Vicecomitis (1784) ; Les Essartz (1571) ; Les Essarts-l'Unité (13 oct. 1793) ; Beaux-Essarts (1794).

Durant la Révolution, pour suivre le décret de la Convention du 25 vendémiaire an II invitant les communes ayant des noms pouvant rappeler les souvenirs de la royauté, de la féodalité ou des superstitions, à les remplacer par d'autres dénominations, la commune de change de nom pour Beaucessarts, puis Les Essarts-l'Unité.  Le nom des Essarts-le-Vicomte fut changé en celui des Essarts l'Unité par une délibération du maire, des officiers municipaux et des notables du pays, le 13 ou 15 octobre 1793. La délibération est signée de dix-sept habitants. Il faudra attendre le règne de Napoléon III pour que l'on rende à notre commune son ancien nom des Essarts-le-Vicomte.
Le terme Essarts ou Essards a pour origine les grands défrichements et déboisements du Moyen Âge, où l'accroissement de la population entraîna le besoin de gagner de l'espace sur la forêt. Certaines des nouvelles communes ainsi créées furent nommées Essart, du verbe essarter, signifiant défricher.
On lui donne le surnom de Vicomte parce que son seigneur portait ce titre.

## Histoire
À l'origine les massifs forestiers de la Traconne et de la Forêt du Gault ne faisaient qu'un seul ensemble. L'ouverture de la voie royale de Paris à Nancy, aujourd'hui RN 4, a entraîné de grands travaux forestiers conduits par les moines bénédictins de l'abbaye de Nesle-la-Reposte. Le village est mentionné dès 1171 dans des textes.

## Politique et administration
| Période                                  | Période                       | Identité        | Étiquette | Qualité |
| ---------------------------------------- | ----------------------------- | --------------- | --------- | --- |
| Les données manquantes sont à compléter. |                               |                 |           | |
| 1989                                     | 2014                          | Philippe Rollet |           | Agriculteur |
| 2014                                     | En cours (au 15 juillet 2020) | Cyril Laurent   | LR        | Docteur en droit public financier, enseignant-chercheur Conseiller départemental depuis octobre 2020 Vice-président de la CC des Portes de Champagne (2014 → 2016) Vice-président (2017 → 2020) puis président (2020 →) de la CCSSOM Réélu pour le mandat 2020-2026, |

## Population et société
Les habitants de la commune sont les Essartois et les Essartoises.

### Démographie
L'évolution du nombre d'habitants est connue à travers les recensements de la population effectués dans la commune depuis 1793. Pour les communes de moins de 10 000 habitants, une enquête de recensement portant sur toute la population est réalisée tous les cinq ans, les populations de référence des années intermédiaires étant quant à elles estimées par interpolation ou extrapolation. Pour la commune, le premier recensement exhaustif entrant dans le cadre du nouveau dispositif a été réalisé en 2006.

En 2022, la commune comptait 135 habitants, en évolution de −4,93 % par rapport à 2016 (Marne : −1,19 %, France hors Mayotte : +2,11 %).
| 1793 | 1800 | 1806 | 1821 | 1831 | 1836 | 1841 | 1846 | 1851 |
| ---- | ---- | ---- | ---- | ---- | ---- | ---- | ---- | ---- |
| 300  | 241  | 273  | 220  | 215  | 261  | 253  | 257  | 281  |

| 1856 | 1861 | 1866 | 1872 | 1876 | 1881 | 1886 | 1891 | 1896 |
| ---- | ---- | ---- | ---- | ---- | ---- | ---- | ---- | ---- |
| 257  | 263  | 253  | 243  | 237  | 234  | 253  | 260  | 254  |

| 1901 | 1906 | 1911 | 1921 | 1926 | 1931 | 1936 | 1946 | 1954 |
| ---- | ---- | ---- | ---- | ---- | ---- | ---- | ---- | ---- |
| 261  | 244  | 252  | 228  | 223  | 250  | 219  | 201  | 195  |

| 1962 | 1968 | 1975 | 1982 | 1990 | 1999 | 2006 | 2011 | 2016 |
| ---- | ---- | ---- | ---- | ---- | ---- | ---- | ---- | ---- |
| 185  | 163  | 142  | 118  | 112  | 118  | 130  | 157  | 142  |

| 2021 | 2022 | - | - | - | - | - | - | - |
| ---- | ---- | - | - | - | - | - | - | - |
| 136  | 135  | - | - | - | - | - | - | - |

### Manifestations culturelles et associations
Le comité des fêtes des jeunes Essartois (CFJE), association régie par la loi du 1er juillet 1901, organise de nombreuses manifestations : un voyage au mois de mai, une brocante vide-greniers le dernier dimanche de juin, un ball-trap le premier samedi de septembre ainsi que différentes festivités : Halloween, Noël des enfants, galette des rois, repas des sociétaires[réf. nécessaire].

## Culture locale et société

### Lieux et monuments
L’église est placée sous le vocable de Saint-Michel ; datant du début du XVIe siècle, ses absides et son transept sont voûtés, éclairés par des fenêtres à réseau flamboyant, la charpente est joliment décorée. Chœur entouré des grilles en fer forgé. Fonts baptismaux. Bel ensemble de boiseries, autel et retable.

### Héraldique
Pour un article plus général, voir Armorial des communes de la Marne.
| Blason de Essarts-le-Vicomte (Les) | Blason  | Écartelé : au 1er d'azur à deux haches d'armes d'argent, emmanchées d'or, les manches passés en sautoir en pointe, surmontées d'une couronne de vicomte au naturel, au 2e d'or à trois lionceaux de sable, au 3e d'or à un dragon de gueules, au 4e d'azur à la bande d'argent côtoyée de deux doubles cotices potencées contre-potencées d'or. |
| Blason de Essarts-le-Vicomte (Les) | Détails | Armes parlantes (couronne de vicomte). Création Jean-François Binon. Adopté le 28 octobre 2014. |